# Jüdische Gemeinde Beiseförth
Die Jüdische Gemeinde in Beiseförth im nordhessischen Schwalm-Eder-Kreis entwickelte sich aus ersten Anfängen im 16. Jahrhundert und bestand bis in die Zeit des Nationalsozialismus. Zur Gemeinde gehörten auch die in Binsförth, Malsfeld, Neumorschen und Rengshausen lebenden jüdischen Personen. Die Gemeinde gehörte mit den übrigen des ehemaligen Kreises Melsungen zum Rabbinatsbezirk Niederhessen mit Sitz in Kassel.

## Gemeindeentwicklung
Bereits 1542 und auch um 1600, 1614 und 1654 werden Juden in Beiseförth genannt. Vermutlich wurde jedoch erst im 18. Jahrhundert die zur Bildung einer jüdischen Kultusgemeinde (Kehillah) notwendige Anzahl von Männern in Beiseförth und den benachbarten Orten erreicht. Im Jahre 1744 lebten vier sogenannte Schutzjuden mit ihren Familien in Beiseförth, und in Neumorschen lebten im 18. Jahrhundert zwei oder drei jüdische Familien. 
| Jahr | Einwohner, gesamt | Jüdische Einwohner | Anteil in Prozent |
| ---- | ----------------- | ------------------ | ----------------- |
| 1835 | …                 | ca. 20             | … %               |
| 1861 | 779               | 78                 | 10,0 %            |
| 1871 | 732               | 63                 | 8,6 %             |
| 1885 | 737               | 33                 | 4,5 %             |
| 1895 | 693               | 21                 | 3,0 %             |
| 1905 | 731               | 18                 | 2,5 %             |
| 1925 | 766               | 20                 | 2,6 %             |
| 1933 | …                 | ca. 21             | … %               |
| 1938 | …                 | 15                 | … %               |

Die Anzahl der jüdischen Einwohner von Beiseförth erreichte um die Mitte des 19. Jahrhunderts ihren Höchststand und machte 1861 mit 78 Personen immerhin 10,0 % der Gesamtbevölkerung aus. Danach sank ihre Zahl bis zur Jahrhundertwende durch Ab- und Auswanderung recht schnell, und im 20. Jahrhundert waren es nahezu durchgehend lediglich noch rund 20 Personen. Die nach der sogenannten Machtergreifung der NSDAP im Januar 1933 einsetzenden Repressalien, Berufsverbote, Boykotte und immer weiter greifende Entrechtung veranlasste dann noch einige Familien, Kinder ins sichere Ausland zu schicken oder überhaupt auszuwandern. Zum Zeitpunkt der Novemberpogrome 1938 lebten nur noch 15 jüdische Menschen in Beiseförth.
Auch in den benachbarten Orten, deren jüdische Einwohner zur Kehilla in Beiseförth gehörten, gab es im 20. Jahrhundert wesentlich weniger Juden als um die Mitte des 19. Jahrhunderts. Bereits 1928 kamen nur noch 12 bis 14 Männer aus den zur Gemeinde gehörigen Dörfern zum Sabbatgottesdienst in Beiseförth zusammen.
| Ortschaft   | 1835 | 1861 | 1905 | 1924 | 1932/33 |
| ----------- | ---- | ---- | ---- | ---- | ------- |
| Binsförth   | 6    | 9    | 14   | 12   | 11      |
| Malsfeld    | 27   | 45   | 8    | 9    | …       |
| Neumorschen | 41   | 38   | 12   | …    | 0       |

## Einrichtungen
Zu den Einrichtungen der Gemeinde gehörten eine Synagoge, ein rituelles Bad (Mikwe), eine jüdische Konfessionsschule (von 1842 bis 1884) und ein Friedhof im benachbarten Binsförth. Einen eigenen Rabbiner konnte sich die Gemeinde nicht leisten. Der von der Gemeinde angestellte Lehrer diente zugleich als Vorbeter und Schochet (Schächter). Nach der Schließung der Schule und dem Wegzug des letzten Lehrers 1884 war einer der Männer der Gemeinde Vorbeter, Schochet und Rechnungsführer. Die wenigen Kinder der Gemeinde erhielten danach ihren Religionsunterricht in Heinebach.

### Synagoge
Nachdem die Gemeinde sich zunächst mit einem Betraum in einem Wohnhaus begnügt hatte, konnte sie im Jahre 1853, nach langen Verhandlungen mit der kurhessischen Kreisverwaltung in Melsungen, ihre eigene Synagoge bauen, einen aus luftgetrockneten Lehmziegeln errichteten, zweistöckigen Saalbau mit Satteldach. Der Bau, am Ortsausgang nach Binsförth, war nicht unterkellert. Der Dachstuhl, die Sitzbänke und die Empore mitsamt ihren tragenden Säulen waren aus Eichenholz. Zur Empore führte eine Treppe aus dem Vorraum. Die Umrahmungen der Rundbogenfenster und der beiden Eingangstüren waren aus behauenem Naturstein. 
1928 wurde die inzwischen 75-jährige Synagoge renoviert und im November feierlich wiedereröffnet. Die Wände und die Decke waren himmelblau gefärbt, tiefblau die Bänke, die Frauenempore und die Türen.
Nur fünf Jahre später, am 9. November 1938, wurde im Zuge der Novemberpogrome 1938 das Innere der Synagoge in Beiseförth von SA-Leuten und deren Mitläufern verwüstet und der Gesetzesstein mit den Zehn Geboten über dem Eingang abgeschlagen. Die Synagoge wurde bald danach aufgegeben, denn auch die letzten jüdischen Familien verließen Beiseförth noch vor Ende der 1930er Jahre.
Nach 1945 wurde die Synagoge zu einem Wohnhaus umgebaut. Eine Informationstafel am Haus erinnert an die Geschichte des Gebäudes.

### Friedhof
Der Friedhof der Gemeinde, der älteste jüdische Friedhof Nordhessens, liegt in der Gemarkung von Binsförth, etwa 800 m südwestlich des Dorfs am Nordhang der Wichter Höhe (51° 3′ 50″ N, 9° 33′ 59″ O). Der 5540 m² große Friedhof ist umzäunt und enthält noch 256 Grabsteine (Mazewot) aus der Belegzeit von 1694 bis 1937. Das Gelände wurde Mitte des 17. Jahrhunderts von den Herren von Baumbach, örtlichen Grundherren, der jüdischen Gemeinde geschenkt. Auch verstorbene Juden aus Heinebach und Nenterode sowie bis 1860 bzw. 1867 aus Melsungen, Röhrenfurth und Spangenberg fanden hier ihre letzte Ruhestätte. 

## Ende der Gemeinde
Die Novemberpogrome 1938 signalisierten das bevorstehende Ende der bereits stark geschrumpften Gemeinde. Die fünfzehn Juden, die am 9. November 1938 noch in Beiseförth wohnten, fanden in der Nacht noch Schutz bei Nachbarn oder flüchteten in das Wäldchen auf dem Fährberg nördlich des Dorfs. Aber bereits am folgenden Tag wurden mindestens drei der Männer aus Breitenau und Neumorschen von der Gestapo in ein Sammellager in Kassel und von dort in ein KZ gebracht. Sie kehrten zwar nach ihrer Entlassung aus der Schutzhaft noch einmal zu ihren Familien zurück, aber nur, um ihre baldige Ab- bzw. Auswanderung vorzubereiten. 
Dennoch wurden mindestens zwanzig in Beiseförth geborene und/oder längere Zeit am Ort wohnhafte jüdische Menschen Opfer des Holocaust. Ebenso wurden fünf aus Binsförth, sechs aus Malsfeld, acht aus Neumorschen und drei aus Rengshausen stammende Personen umgebracht. 

## Nachbemerkung
Ende Mai 2012 wurden die ersten „Stolpersteine“ in Beiseförth verlegt.